# Милан Степанов
Милан Степанов (рођен 2. априла 1983. у Новом Саду) је српски фудбалер који игра у одбрани.

## Клупска каријера
Каријеру је започео 2000. у Војводини где је остао до лета 2006. када прелази у турски Трабзонспор.
Лета 2007. је прешао у редове португалског шампиона Порта. У Порту је био до 2010. с тим да је сезону 2009/10. провео на позајмици у Малаги.
У августу 2010. прелази у турског шампиона Бурсаспор. Са њима проводи две сезоне, да би онда потписао за Мерсин где проводи сезону 2012/13. Лета 2014. је постао члан кипарске Омоније.

## Репрезентација
Био члан селекције која је заступала Србију и Црну Гору на Олимпијским играма 2004.
У новембру 2005. постигао је важан гол у квалификацијама за Европско првенство за младе испод 21 у утакмици против Хрватске, гол који је помогао Србији и Црној Гори да се квалификује.
На првенству, које се одиграло 2006. године, Степанов је изабран за једног од најбољих једанаест играча. Био је важан играч младе репрезентације која је дошла до полуфинала.
16. августа 2006. године први пут је наступао за Србију. Србија је победила Чешку са 3-1 у пријатељској утакмици. Степанов је био искључен из игре, пошто је добио други жути картон.